# Dramat epicki
Dramat epicki – odmiana dramatu wywodząca się z dramatu ekspresjonistycznego, której twórcą był Bertolt Brecht. Jego utwory (Matka Courage i jej dzieci, Kaukaskie kredowe koło) składają się z szeregu luźno powiązanych scen, które jako całość mają stanowić ilustrację pewnego procesu społecznego. Ich wyraźnie moralizatorski charakter podkreślały częste zwroty do publiczności, pieśni komentujące akcję z punktu widzenia określonych poglądów społecznych i politycznych czy niektóre dialogi, których celem było komentowanie przedstawianych wydarzeń.
Dramat epicki jest nawiązaniem do teatru ludowego. 